# Шамкирский район
Шамкирский район (азерб. Şəmkir rayonu) — район на западе Азербайджана. Административный центр — город Шамкир. Территория района — 1 656.8 км².

## География
Северную часть района занимает Джейранчёльская степь, центральная часть располагается на Гянджа-Казахской равнине, на юге территория заходит в отроги Малого Кавказа. Крупные реки: Кура, Дзегамчай, Шамкирчай, Чахир. На Куре расположено Шамкирское водохранилище, вдоль её берегов протянулись тугайные леса.

## Название
Прежнее название — Шамхорский район. 

## История
8 августа 1930 года образован Шамхорский район (район Шамхор) в составе Азербайджанской ССР c административным центром - город Шамхор. В 1991 году название района изменено на Шамкирский район (район Шамкир) c административным центром - город Шамкир.

## Административное деление
В состав района входят 1 город (Шамкир), 7 посёлков городского типа (Барлыбаг, Далляр, Заям, Кюр, Самед-Вургун, Фюзули, Чинарлы) и 61 село: Аббашлы, Аглавашлы, Алиягублу, Алясгярли, Атабей, Ахмедли, Ашагы-Сейфали, Бадакянд, Байрамлы, Варлы-Хаят, Гарабаглар, Гарагоджалы, Гарагоюнлу, Гараджамирли, Гаралар, Гаранлы, Гаранюй, Гасымалылар, Гедимгала, Гёймеммедли, Гылынджбейли, Гюнешли, Даг-Джайир, Делляр-Джирдахан, Дашбулаг, Делляр-Дашбулаг, Делляр-Джайир, Дуярли, Дюзгышлаг, Ени-Гёйча, Ени-Хаят, Ени-Ёл, Ениабад, Заям-Джирдахан, Ирмашлы, Исгяндерли, Камандар, Кечили, Кёнюллю, Махмудлу, Мехрили, Мешедихюсейнли, Мискинли, Морул, Нериманлы, Сабиркенд, Сарытепе, Татарлы, Талыш (Шамкирский район), Тезекянд, Хаджыалылар, Хулуф, Чайкенд , Чайлы, Чанлибель, Чапарлы, Шеидляр, Шиштепе, Юхары-Сейфали, Юхары-Чайкянд.

## Население
На 1 января 2021 года численность населения составляет 220 652 человек. Плотность населения — 133 чел./км2. 34,7 % населения — городское, 65,3 % — сельское.. 
50,43 % населения составляют женщины, 49,58 % — мужчины. В районе расселены 12 240 беженцев и 1897 вынужденных переселенцев.

## Образование
В районе имеются 53 дошкольных детских центра, 79 общеобразовательных школ, 1 техническая средняя образовательная школа. На 2007—2008 учебный год в общеобразовательных школах обучались 35 488 учеников.
9 июля 2019 года Президент Азербайджана Ильхам Алиев подписал распоряжение о присвоении средней школе Шамкирского района, где учился уроженец Шамкирского района  Фарман Салманов, его имени.
С 1966 года действует Шамкирский профессиональный лицей.

## Экономика
Район относится к Газах-Товузскому экономическому району. Район является одним из самых крупных аграрных районов Азербайджана. Основу экономики района составляет сельское хозяйство.
Распространённой отраслью сельского хозяйства является виноградарство. В экономике также важное место занимают животноводство, птицеводство и шелководство. В районе имеются сельскохозяйственное машиностроение, учреждения по переработке винограда, комбинат строительных материалов. Действует Шамкирская птицефабрика, производящая 300 тыс. шт. яиц в день, хлебозавод, производящий ежедневно 55 тон хлебобулочных изделий.
Основными сельскохозяйственными растениями являются пшеница, кукуруза, виноград, лук, капуста, помидоры, огурцы, баклажан, картофель.
В июле 2006 года создано ООО «Шамкирское региональное энергоснабжение». Оно является центральным управленческим органом электрораспределительной сети пяти районов — Шамкир, Газах, Акстафа, Товуз и Гедабек.
Действует Шамкирский винный завод, основа которого была заложена в 1860—1896 годах немецкими виноделами братьями Форер. Вино хранится в дубовых бочках возрастом более 1 века.
В районе действуют 23 промышленных предприятия. 87 индивидуальных предпринимателей занимается производственной деятельностью.

## Здравоохранение
С 1985 года действует Шамкирская центральная районная больница. В районе действуют 4 городские больницы, 3 поселковые, 4 сельские больницы. На 2020 год в районе 322 врача, 1 091 средний медицинский работник.

## Инфраструктура
В 2023 году открыты железнодорожные станции Говлар и Деллер.

## Культура
Действуют дома культуры, центр молодёжи, центр Гейдара Алиева, 73 библиотеки, 3 музея, в том числе историко-краеведческий музей.
Краеведческий музей открыт в 1971 году. В Музее содержится 6 146 экспонатов. Из них в залах выставлены 350. Экспонаты относятся к периоду бронзового века, 18. 19 векам. Действует музей под открытым небом.

## Спорт
Действует Шамкирский олимпийский спортивный комплекс. Действуют детская спортивно-шахматная школа.

## Достопримечательности
На территории Шамкирского района находятся исторические места:

- руины древнего Шамкира, мост, крепость Шамкир (деревня Мухтарийе), которые относятся к IX-XI векам
- руины города Байдар XI-XII веков (деревня Байрамлы)
- Девичья башня XI-XII  века в деревне Сейфялли
- Девичья башня XI века в деревне Татарлы
- мечеть в Аббаслы XVI-XVII веков
- мост  XVI-XVII веков в деревне Технели
- крепость Короглы XVI-XVII  веков в центральном городе района
- немецкая церковь, построенная в 1909 году в том же городе
- огузское кладбище в деревне Йени Сейфялли, которое относится к XI-XII векам
- мост через реку Заям XVI-XVII веков.[источник не указан 2096 дней]

Возле села Чапарлы находится христианский храм V века.
Отображая немецкую историю Шамкира в городе на улице С. Вургуна, 159  отреставрирована и открыта немецкая кирха. Спонсором Алиевым Юсифом на базе его частного дома, ранее бывшего дома пастора, открыт Центр Немецкого наследия, два музея.
В 1934 году в Шамхорский и Кедабекский районы институтом истории Азербайджанской ССР снаряжена научная-исследовательская экспедиция, в состав которой кроме сотрудников сектора истории и материальной культуры АзФАНа, вошли профессор архитектуры В. С. Саркисов и представитель АрмФАН профессор С. В. Тер-Аветисян. Во время экспедиции обнаружено и записано большое количество армянских надписей XV—XVII веков. Армянские надписи были написаны на грабаре и были сняты со строительных камней, памятников архитектуры, могильных плит и других исторических объектов. Было описано и обмеренно более 10 архитектурных сооружений.
К современным архитектурным памятникам относятся:

- Комплекс Победы, сооруженный в 1975 году в городе Шамкире

- мечеть, построенная в том же веке в деревне Дуярли

- Комплекс Победы, сооруженный в 1980 году в поселке Чинарлы

- памятники «Кровавому январю», возведённые в 1990-х годах в Шамкирском городе в Сарханском и Нахирчинском частях

- бюст Алиага Шихлинскому, возведённый в 1991 году в городе

- памятник Мартовским событиям
В 2019 году по распоряжению президента Азербайджана историческая территория Шамкирского района «Древний город Шамкир» объявлена Государственным историко-культурным заповедником.

## Главы
Главы исполнительной власти:
- Мамедов Б. А. (? — 11 августа 1993)
- Асланов, Аслан Али оглы (11 августа 1993 — 11 апреля 2005)
- Веисов, Назим Вейс оглы (11 апреля 2005 — 8 октября 2014)
- Алимпаша Мамедов[азерб.] (8 октября 2014 — 27 апреля 2021)
- Рашад Тагиев (c 14 сентября 2021)